# Grand Prix automobile de Styrie
Le Grand Prix automobile de Styrie est une épreuve automobile comptant pour le championnat du monde de Formule 1 disputée, en 2020 et 2021, sur le Circuit de Spielberg.

## Historique
Alors que la pandémie de Covid-19 a provoqué les reports ou annulations des dix premières courses inscrites au calendrier 2020, Liberty Media et la FIA décident d'organiser deux courses à Spielberg afin de limiter les déplacements des équipes. De ce fait, pour la distinguer du Grand Prix d'Autriche disputé une semaine plus tôt en ouverture de la saison, la deuxième course est baptisée du nom de la Styrie, le land d'Autriche où est située la piste.
Le même contexte pandémique fait qu'une deuxième édition se déroule l'année suivante en tant que huitième manche du championnat du monde de Formule 1 après les annulations successives du Grand Prix du Canada puis du Grand Prix de Turquie. Elle se déroule une semaine avant le Grand Prix d'Autriche 2021 disputé sur le même circuit.

## Palmarès
| Année | Vainqueur      | Écurie          | Circuit       | Résultats |
| ----- | -------------- | --------------- | ------------- | --------- |
| 2020  | Lewis Hamilton | Mercedes        | Red Bull Ring | Résultats |
| 2021  | Max Verstappen | Red Bull Racing | Red Bull Ring | Résultats |